# マムシト

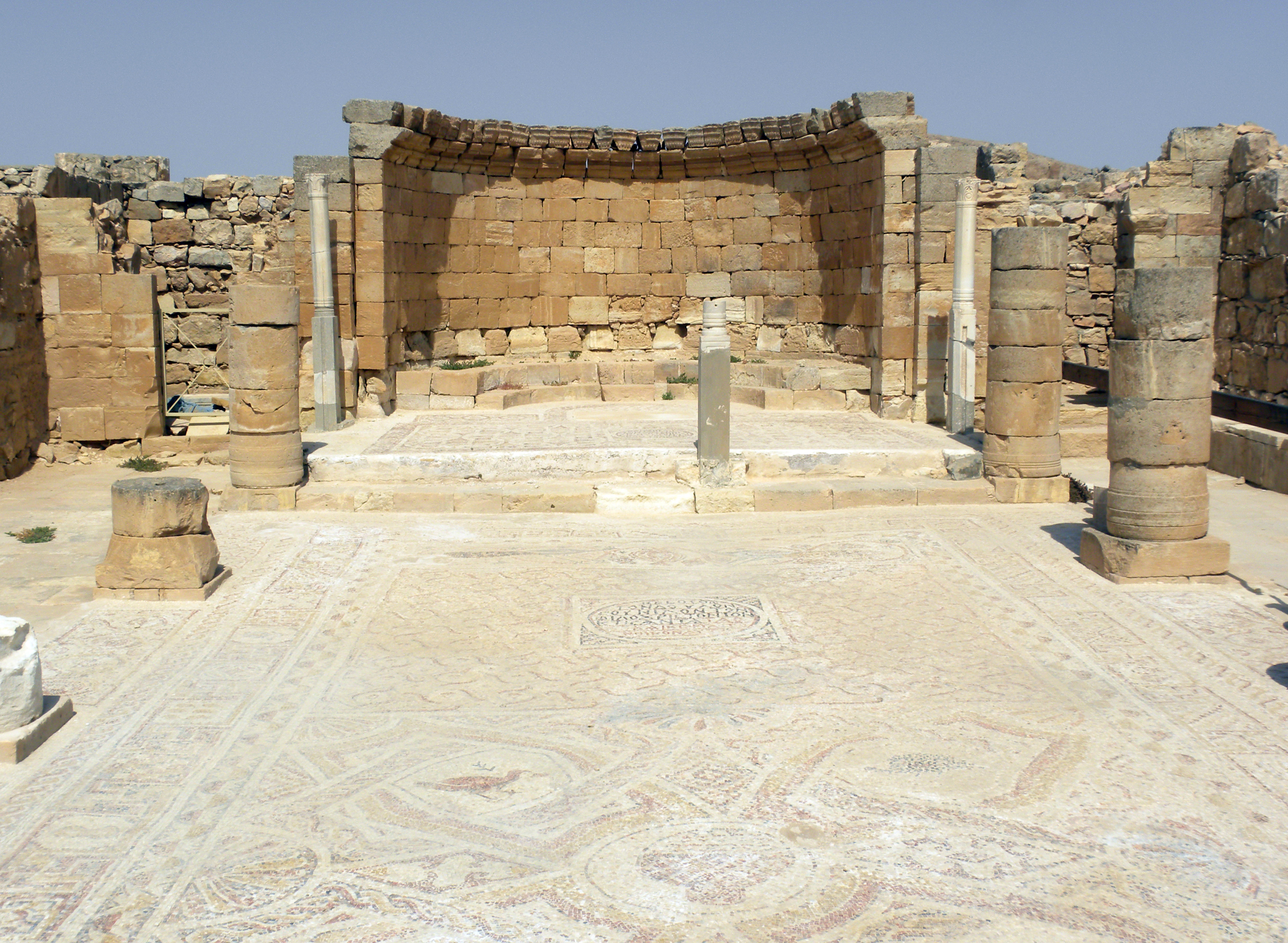

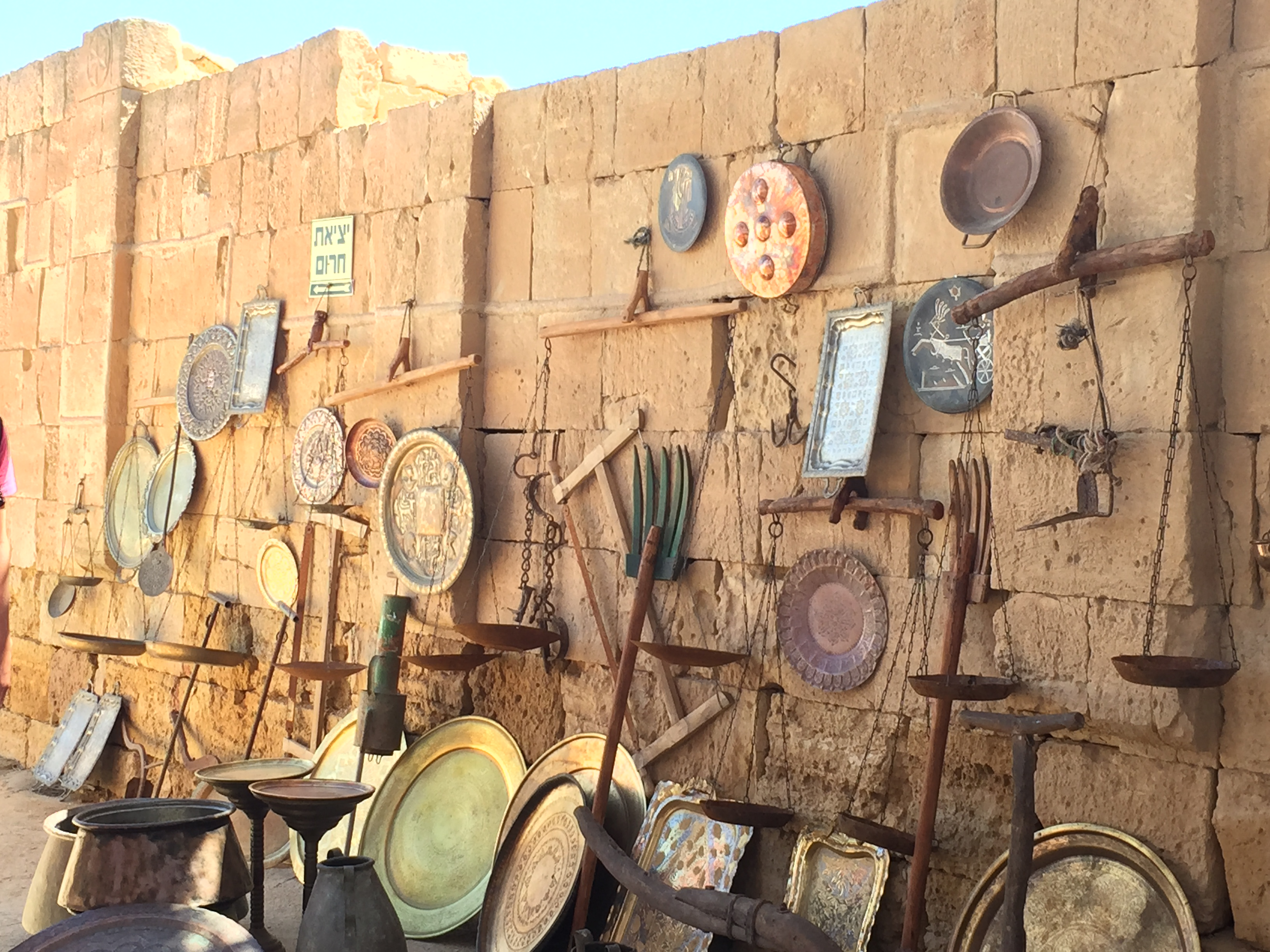

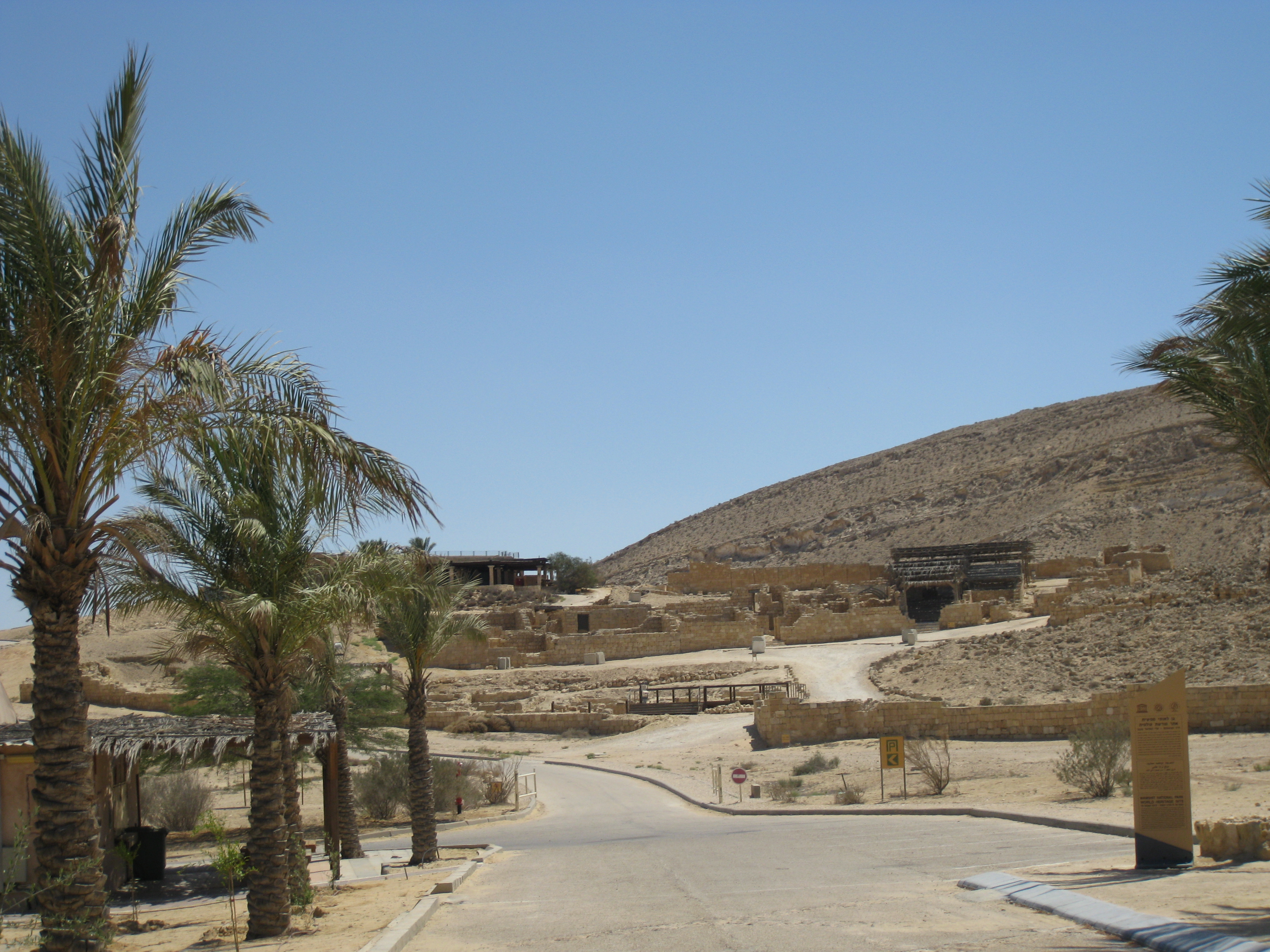

マムシト（Mamshit, ヘブライ語: ממשית）は、ナバテア人の都市メンフィス(ギリシア語: Μέμφις)のことである。ナバテア人時代には、the Idumean Mountains からアラバへと続き、Ma'ale Akrabim、ベエルシェバ、ヘブロン、エルサレムなどを通った「香の道」の途上に位置していたことから、重要な都市となっていた。都市の面積は約0.04 km2 で、ネゲヴの砂漠地帯では最小の都市だが、保存状態は最も良好である。また、かつて豪邸だった建築物群は、他のナバテア人都市ではお目にかかれない珍しいものである。
さらにこのマムシトでは、イスラエルで発見されたものとしては最大級の宝物も発見されている。つまりは10500枚の銀貨、鋳造所の名が刻まれた約72kgの鉛のtonque、古代ギリシャ文字で記録されたパピルス文書類などである。
再建された都市は、かつてマムシトがどのような姿であったかを訪問者に感じさせてくれる。街路の全体は無傷で残っており、仕切りのない部屋、中庭、テラスなどを備えたナバテア人の建造物群も存在している。石は注意深く彫られていて、天井を支えるアーチ群も特筆すべき巧みさで組み立てられている。

## 歴史
マムシトは、ペトラとガザを結ぶ交易路上の拠点として、紀元前1世紀に建造された。やがて町は発展し、農業にも力を入れるようになった。
ローマ帝国の支配とともにマムシトでの交易が衰えた時に、占拠者たちは別の生計の手段を見出した。それがウマの飼育である。マムシトの住民たちは名高いアラブ種を飼育し、莫大な富を手に入れた。ビザンティン帝国時代には、国境都市になっていたために当局からの支援を受けていた。ユスティニアヌスの時代にこの資金が尽きると、都市は自然に衰退した。
現代のイスラエル建国前に、のちに初代首相となるダヴィド・ベン＝グリオンは、マムシトを首都とすることを計画していたこともある。彼が当時描いていたネゲヴ砂漠植民の夢に符合していたためである。

## 史跡
マムシトでは2つの聖堂が発見されている。西のナイル聖堂（Nile Church）には、色とりどりの幾何学模様、鳥、フルーツバスケット、ギリシャ語で書かれた五つの献辞などに飾られたモザイク模様の床がある。東の聖堂には、小さな大理石の柱に載った聖書朗読台や、その他の遺物が残っている。
マムシトは他の3つの都市とともに「ネゲヴ砂漠の香の道と都市群」として、ユネスコの世界遺産に登録された。